# Enulius
Genre
Enulius est un genre de serpents de la famille des Dipsadidae.

## Répartition
Ces espèces se rencontrent au Mexique, en Amérique centrale et dans le nord de l'Amérique du Sud.

## Liste des espèces
Selon The Reptile Database (3 septembre 2013) :
- Enulius bifoveatus McCranie & Köhler, 1999
- Enulius flavitorques (Cope, 1868)
- Enulius oligostichus Smith, Arndt & Sherbrook, 1967
- Enulius roatanensis McCranie & Köhler, 1999

## Publication originale
- Cope, 1871 "1870" : Eighth Contribution to the Herpetology of Tropical America. Proceedings of the American Philosophical Society, vol. 11, no 81, p. 553-559 (texte intégral).